# شهرستان پونی (نبراسکا)
شهرستان پونی، نبراسکا (به انگلیسی: Pawnee County, Nebraska) یک سکونتگاه مسکونی در ایالات متحده آمریکا است که در نبراسکا واقع شده‌است.

## خصوصیات
شهرستان پونی ۱٬۱۲۱٫۴۷ کیلومترمربع مساحت دارد.